# Dythemis fugax
Dythemis fugax – gatunek ważki z rodziny ważkowatych (Libellulidae). Występuje na terenie Ameryki Północnej i Ameryki Środkowej.